# Jakimiszki
Jakimiszki – nieistniejąca wieś, dobra i folwark, obecnie na Litwie, położone na terenie obecnego rejonu preńskiego okręgu kowieńskiego. Folwark znajdował się na terenie obecnej wsi Kudirkos, 12 km na północ od Pren.

## Historia
Po III rozbiorze Polski w 1795 roku dobra Jakimiszki, wcześniej wchodzące w skład województwa trockiego Rzeczypospolitej znalazły się na terenie powiatu mariampolskiego, który od 1795 do 1807 roku należał do departamentu białostockiego pruskiej prowincji Prusy Nowowschodnie, następnie był w departamencie łomżyńskim Księstwa Warszawskiego, potem, od 1816 roku w Królestwie Kongresowym, w województwie augustowskim, następnie (od 1837 roku) w guberni augustowskiej. W 1867 roku wszedł w skład guberni suwalskiej. Jakimiszki należały do gminy Pogiermoń (obecnie lit. Pagirmuonys) i parafii Pokojnie. 10 października 1920 roku na podstawie umowy suwalskiej przyznano je Litwie, która w okresie 1940–1990, jako Litewska Socjalistyczna Republika Radziecka, wchodziła w skład ZSRR. 
W 1827 roku folwark liczył 18 domów, mieszkało tu 241 osób, około 1880 roku w folwarku było już tylko 104 mieszkańców. Na początku XX wieku – 74 osoby.
W latach 20. XIX wieku dziedzicami dóbr Jakimiszki byli członkowie rodziny Schultzów. Na początku XX wieku były to obszerne dobra, których południową granicę stanowił Niemen, a zachodnią – rzeka Jesia. Jak pisało „Słowo” w 1913 roku: Majątek ten przed kilku laty od p. Ignacego Parczewskiego z Czerwonego Dwora pod Wilnem kupił p. Władysław Zakrzewski. Obecnie całe dobra Jakimiszki, odłużone w Tow. Kred. Ziemskiem w sumie 300 000 rubli, drogą licytacji kupione zostały przez żyda Zelika Piekarskiego za 148 000 rubli w gotówce.
Pod koniec XIX wieku Jakimiszki były ośrodkiem dóbr składających się z wielu folwarków i wsi oraz przyległości Taszeta. Około 1880 roku powierzchnia majątku wynosiła 4074 mórg. W poszczególnych folwarkach i wsiach:
- folwark Jakimiszki liczył 967 mórg, w tym: 551 mórg gruntów ornych i ogrodów, 186 łąk, 56 pastwisk, 115 lasu, 7 zarośli, 2 wody i 50 nieużytków i placów, ponadto 20 budynków murowanych i 7 drewnianych;
- folwark Samopol (obecnie wieś Laukiškės) liczył 535 mórg, w tym: 36 gruntów ornych i ogrodów, 105 łąk, 30 pastwisk, 42 lasu, 22 nieużytków i placów, 9 budynków murowanych;
- folwark Lustberg (obecnie wieś Linksmakalnis) liczył 477 mórg, w tym: 231 gruntów ornych i ogrodów, 54 łąk, 18 pastwisk, 160 lasu, 1 wody, 13 nieużytków i placów, 1 budynek murowany i 6 drewnianych;
- folwark Elisenthal (obecnie wieś Kairiūkščiai) liczył 679 mórg, w tym: 246 gruntów ornych i ogrodów, 49 łąk, 3 pastwisk, 360 lasu, 3 wody, 18 nieużytków i placów, 4 budynki murowane i 13 drewnianych;
- folwark Nowydwór lub Nowy Dwór (nie istnieje) liczył 504 morgi, w tym: 297 gruntów ornych i ogrodów, 49 łąk, 25 pastwisk, 1 wody, 90 lasu, 42 nieużytków i placów, 6 budynków murowanych i 3 drewniane;
- folwark Malinowo liczył 667 mórg, w tym: 295 gruntów ornych i ogrodów, 48 łąk, 36 pastwisk, 260 lasu, 10 zarośli, 18 nieużytków i placów, 5 budynków murowanych i 1 drewniany;
- folwark Girniki (obecnie wieś Girininkai) liczył 188 mórg, w tym: 94 gruntów ornych i ogrodów, 31 łąk, 1 pastwisk, 46 lasu, 9 wody, 7 nieużytków i placów, 3 budynki murowane i 5 drewnianych;
- wieś Antokalnie (obecnie wieś Antakalnis): 25 osad, z gruntem 790 mórg;
- wieś Wangi (obecnie wieś Vangai): 14 osad, z gruntem 638 mórg;
- wieś Sodziby: 34 osady, z gruntem 356 mórg;
- wieś Pomatery (obecnie wieś Pamoterys): 10 osad, z gruntem 428 mórg;
- wieś Buczkiemie (obecnie wieś Būčkiemis): 15 osad, z gruntem 565 mórg;
- wieś Dwiliki (obecnie wieś Dvylikiai): 35 osad, z gruntem 726 mórg;
- wieś Girniki (obecnie wieś Girininkai): 31 osad, z gruntem 1214 mórg;
- wieś Sobolany (obecnie wieś Sabalėnai): 13 osad, z gruntem 466 mórg[3].

Pod koniec XIX wieku w Jakimiszkach była fabryka serów. W pozostałych folwarkach działały m.in.: gorzelnia, młyn-deptak, młyn wodny, folusz i cegielnia.
Na mapach 1:100 000 WIG z 1937 roku (przedruk arkusza z 1911 roku) Jakimiszki są zaznaczone jako wieś. Na współczesnych mapach i zdjęciach satelitarnych w tym miejscu są pola orne.

## Dwór
Na początku XX wieku stał tu parterowy, klasycystyczny dwór, znacznie podwyższony w części środkowej, wysuniętej mocnym ryzalitem zwieńczonym trójkątnym frontonem. Od strony podjazdu ryzalit był dekorowany pilastrami lub półkolumnami. Dwór stał wśród zadrzewionego ogrodu.
Majątek Jakimiszki został opisany w 3. tomie Dziejów rezydencji na dawnych kresach Rzeczypospolitej Romana Aftanazego.